# Марк Аврелий Кота (легат )
Вижте пояснителната страница за други личности с името Марк Аврелий.
Марк Аврелий Кота (на латински: Marcus Aurelius Cotta) e политик и военен на Римската република през 2 век пр.н.е. Произлиза от фамилията Аврелии, клон Кота.
Той е легат през 189 пр.н.е. при Луций Корнелий Сципион Азиатски, в решителната битка при Магнезия (дн. Маниса) против Антиох III Велики. След завръщането му в Рим той участва в преговори като посланик на Антиох.